# 1996 у кіно

## Фільми
- 101 далматинець (фільм)

### [[Файл:Flag of Ukraine.svg|border|25px]]Україна

#### Укранімафільм
- Вій
- Тополя

## Персоналії

### Народилися
- 1 червня — Том Голланд, британський актор і танцюрист.
- 1 серпня — Лу Руа-Леколліне, французька акторка.
- 14 вересня — Лео Вудалл, британський актор.

### Померли
- 1 січня — Яковлєв Сергій Сергійович, радянський і російський актор
- 26 січня:
  - Санаєв Всеволод Васильович, російський радянський актор.
  - Лаферов В'ячеслав Гаврилович, радянський і український художник по гриму (нар. 1939).
- 2 лютого — Джин Келлі, американський танцюрист, актор, співак, режисер, кінопродюсер та хореограф.
- 13 лютого — Мартін Болсам, американський актор.
- 14 лютого — Новаков Валерій Михайлович, радянський, український художник-постановник.
- 16 лютого — Мілош Копецький, чеський актор.
- 5 березня — Кравченко Галина Сергіївна, радянська російська акторка театру і кіно.
- 8 березня — Терентьєва Нонна Миколаївна, радянська, російська акторка театру і кіно (нар. 1942).
- 13 березня — Кшиштоф Кесльовський, польський кінорежисер і сценарист.
- 17 березня — Рене Клеман, французький кінорежисер, сценарист.
- 6 квітня — Грір Гарсон, британська акторка.
- 7 квітня — Жорж Жере, французький актор кіно, театру та телебачення (нар. 1924).
- 16 квітня — Люсіль Бремер, американська акторка, співачка.
- 27 квітня — Жиль Гранж'є, французький кінорежисер та сценарист (нар. 1911).
- 28 квітня — Яновський Леонід Федорович, радянський, український актор (нар. 1946).
- 30 квітня — Юрченко Борис Олександрович, радянський кіноактор.
- 6 травня — Савкін Іван Іванович, радянський актор театру та кіно.
- 17 травня — Гладунко Маргарита Іванівна, українська та білоруська акторка театру та кіно (нар. 1929).
- 11 червня — Бригітта Гельм, німецька акторка (нар. 1906).
- 27 червня — Альберт Брокколі, американський кінопродюсер.
- 13 липня:
  - Пандро С. Берман, американський кінопродюсер.
  - Качин Герман Миколайович, радянський російський актор театру, кіно та телебачення.
- 16 липня — Прут Йосиф Леонідович, радянський, російський кінодраматург.
- 30 липня — Клодет Кольбер, американська акторка кіно, театру й телебачення.
- 4 серпня — Лемке Лев Ісаакович, радянський і російський актор театру і кіно.
- 30 серпня — Крістіна Паскаль, французька і швейцарська акторка, режисерка і сценаристка.
- 8 вересня — Аранович Семен Давидович, радянський і російський кінорежисер і сценарист документального та художнього кіно.
- 9 вересня — Руджеро Мастроянні, італійський монтажер (нар. 1929).
- 10 вересня — Джоан Дрю, американська акторка.
- 11 вересня — Гвідо Арістарко, італійський сценарист і кінокритик.
- 4 жовтня — Масакі Кобаясі, японський кінорежисер, сценарист і продюсер (нар. 1916).
- 12 жовтня — Алісова Ніна Улянівна, радянська акторка театру і кіно.
- 31 жовтня — Марсель Карне, французький кінорежисер.
- 12 листопада — Вітаутас Жалакявічус, радянський, литовський кінорежисер, драматург і сценарист.
- 14 листопада — Вірджинія Черрілл, американська акторка.
- 18 листопада — Гердт Зиновій Юхимович, радянський і російський актор театру і кіно (нар. 1916).
- 22 листопада — Марія Казарес, французька акторка театру і кіно іспанського (галісійського) походження.
- 2 грудня — Мелік Дадашев, азербайджанський актор.
- 18 грудня — Ключарьов Ігор Володимирович, радянський і український звукооператор, диригент, композитор, музичний редактор.
- 23 грудня — Балашов Володимир Павлович, радянський актор театру і кіно.
- 25 грудня:
  - Цибульник Суламіф Мойсеївна, радянська і українська кінорежисерка єврейського походження.
  - Давидова Людмила Петрівна, радянська акторка кіно і театру.
- 30 грудня — Джек Ненс, американський актор.